# ОШ „Фејеш Клара” Кикинда
ОШ „Фејеш Клара” једна је од две најстарије школе у Кикинди. Налази се у улици Др. Зорана Ђинђића 9.

## Историјат
Основна школа „Фејеш Клара” је основана 1812. године као Парохијална народна школа у склопу римокатоличке капеле. Обзиром да се број ученика константно повећавао 1893. се приступило изградњи нове школске зграде које је завршена након три године, а убрзо је због свог изгледа и архитектонске вредности стављена под заштитом државе. Од 1950—1951. године ради као осмогодишња школа под називом „Осмолетка број 2”, а касније и под именом „Народни херој Фејеш Кларе”. Од 1956—1957. године настава се одвија двојезично, на српском и мађарском језику. Године 1980. је изграђена фискултурна сала и кабинет за техничко образовање. Школа поседује и кабинете за физику, биологију, хемију и информатику, библиотеку у дворишној згради са читаоницом са преко 9000 књига међу којима је збирка од стотинак старих књига на мађарском језику, продужени боравак од 2005—2006. године и школско двориште реконструисано 2007. са рукометним и кошаркашким тереном и зеленим површинама. Дан школе се обележава 21. марта, дана када је преминула Фејеш Клара.